# Corpoyer-la-Chapelle
Corpoyer-la-Chapelle – miejscowość i gmina we Francji, w regionie Burgundia-Franche-Comté, w departamencie Côte-d’Or.
Według danych na rok 1990 gminę zamieszkiwało 28 osób, a gęstość zaludnienia wynosiła 7 osób/km² (wśród 2044 gmin Burgundii Corpoyer-la-Chapelle plasuje się na 880. miejscu pod względem liczby ludności, natomiast pod względem powierzchni na miejscu 1290.).